# Pro Evolution Soccer 2010
Pro Evolution Soccer 2010 (skraćeno: PES 2010, u Japanu World Soccer: Winning Eleven 2010) nogometna je videoigra u serijalu Pro Evolution Soccer, koji proizvodi japanski Konami za platforme PlayStation 2, PlayStation 3, PlayStation Portable, Xbox 360, Microsoft Windows i Wii te za mobitele.
PES 2010 je službeno najavljen 8. travnja 2009., a demoverzija igre izašla je 17. rujna 2009. za PC, PS3 i Xbox 360. Igra je u Europi službeno izdana 23. listopada 2009.
Lionel Messi je ključni nogometaš PES-a 2010., koji promovira videoigru. Zajedno sa španjolcem Fernandom Torresom, nalazi se na omotu igre.

## Licence
Zbog isključivog ugovora s krovnom nogometnom organizacijom, UEFA-om, PES 2010 ima punu licencu i za Ligu prvaka i za Europsku ligu, po prvi put. UEFA Liga prvaka će biti uključena i u Master Ligu.Kupovi Liga prvaka i Europska liga će biti uključeni samo u PlayStation 3 i Xbox 360 inačice PES-a 2010.

### Reprezentacije
Sljedećih 68 nogometnih reprezentacija pojavljuje se u igri.
| Europa - Austrija - Belgija - BiH - Bugarska - Hrvatska - Češka - Danska - Engleska - Finska - Francuska - Njemačka - Grčka - Mađarska - Irska - Izrael - Italija - Crna Gora - Nizozemska - Sjeverna Irska - Norveška - Poljska - Portugal - Rumunjska - Rusija - Škotska - Srbija - Slovačka - Slovenija - Španjolska - Švedska - Švicarska - Turska - Ukrajina - Wales | Afrika - Angola - Kamerun - Obala Bjelokosti - Egipat - Gana - Gvineja - Mali - Maroko - Nigerija - Senegal - JAR - Togo - Tunis Sjeverna i Južna Amerika - Kanada - Kostarika - Honduras - Meksiko - Trinidad i Tobago - SAD - Argentina - Bolivija - Brazil - Čile - Kolumbija - Ekvador - Paragvaj - Peru - Urugvaj - Venezuela | Azija - Australija - Bahrein - Kina - Iran - Irak - Japan - Kuvajt - Sjeverna Koreja - Oman - Katar - Saudijska Arabija - Južna Koreja - Sirija - Tajland - UAE - Uzbekistan Klasične - Engleska - Francuska - Njemačka - Italija - Nizozemska - Argentina - Brazil |

### Lige
Sljedeće nogometne lige imaju punu licencu:
- Ligue 1
- Eredivisie
- Serie A

Sljedeće nogometne lige su djelomično licencirane:
- Primera División
- Barclays Premier League

### Klubovi
Navedeni su svi licencirani klubovi koji se pojavljuju u igri, osim oni iz licenciranih liga Eredivisie, Ligue 1 i Serie A.
| - Anderlecht - Club Brugge - Standard Liège - Dinamo Zagreb - Hajduk Split - Slavia Prag - Sparta Prag - Brøndby IF - København - Liverpool - Manchester United - HJK Helsinki - AEK Atena - Olympiacos - Panathinaikos - PAOK - Rosenborg Ballklub - Wisła Kraków - SL Benfica - S.C. Braga - FC Porto | - Sporting - Dinamo Bukurešt - CFR Cluj - Unirea Urziceni - Lokomotiv Moskva - Spartak Moskva - FC Zenit St. Peterburg - Aberdeen - Celtic FC - Hearts - Rangers Football Club - Crvena zvezda - Partizan - Athletic Bilbao - Atlético Madrid - Barcelona - Deportivo - Espanyol - Mallorca - Racing de Santander - Real Madrid | - Valladolid - Sevilla - Valencia - Villarreal - AIK - IFK Göteborg - Hammarby Fotboll - Kalmar FF - Basel - Beşiktaş - Fenerbahçe - Galatasaray - Sivasspor - Shakhtar Donetsk - Metalist Harkiv - Dinamo Kijev - Boca Juniors - River Plate - SC Internacional |

### Stadioni
Sljedeći se stadioni pojavljuju u PC, PS3, i Xbox 360 verzijama igre. San Siro i Stadio Giuseppe Meazza (službeno ime San Sira), iako su isti stadioni, koriste se odvojeno za Internazionale i Milan.
| #  | Stadion                   | Država | Momčad             |
| -- | ------------------------- | ------ | ------------------ |
| 1  | Anfield                   |        | Liverpool          |
| 2  | Old Trafford              |        | Manchester United  |
| 3  | Wembley Stadium           |        | Engleska           |
| 4  | Camp Nou                  |        | Barcelona          |
| 5  | Estadio Santiago Bernabéu |        | Real Madrid        |
| 6  | Estádio do Dragão         |        | Porto              |
| 7  | Estádio José Alvalade     |        | Sporting CP        |
| 8  | Estádio da Luz            |        | Benfica            |
| 9  | Amsterdam ArenA           |        | Ajax               |
| 10 | El Monumental             |        | River Plate        |
| 11 | Saitama Stadium 2002      |        | Urawa Red Diamonds |
| 12 | Stade de France           |        | Francuska          |
| 13 | Stade Louis II            |        | Monaco             |
| 14 | Stadio Giuseppe Meazza    |        | Internazionale     |
| 15 | San Siro                  |        | Milan              |
| 16 | Stadio Olimpico           |        | Roma i Lazio       |

| # | Stadion               | Pravo ime                    |
| - | --------------------- | ---------------------------- |
| 1 | Konami Stadium        | Fictional                    |
| 2 | Estádio Amazonas      | Vivaldão                     |
| 3 | Bristol Mary Stadium  | Veltins-Arena                |
| 4 | Estadio de Palenque   | Estadio Azteca               |
| 5 | Mohamed Lewis Stadium | Stade Félix Houphouët-Boigny |
| 6 | Ville Marie Stadium   | Ernst Happel Stadion         |

PlayStation 2 verzija ima još 10 stadiona.
| # | Stadion                | Država | Momčad                 |
| - | ---------------------- | ------ | ---------------------- |
| 1 | Estadio Riazor         |        | Deportivo de La Coruña |
| 2 | Mestalla               |        | Valencia               |
| 3 | Stadio Artemio Franchi |        | Fiorentina             |
| 4 | Stadio Delle Alpi      |        | Juventus and Torino    |
| 5 | Stadio Ennio Tardini   |        | Parma                  |

| # | PES 2010 ime       | Pravo ime                       |
| - | ------------------ | ------------------------------- |
| 1 | Cuito Cuanavale    | Vodacom Park                    |
| 2 | Blautraum Stadium  | Schüco Arena                    |
| 3 | Amerigo Atlantis   | Estadio Nacional de Chile       |
| 4 | Estadio Gran Chaco | La Bombonera                    |
| 5 | Nakhon Ratchasima  | King Fahd International Stadium |
| 6 | Club House         | Fictional                       |

## Vanjske poveznice
- Službena stranica (engl.) (njem.) (fr.) (šp.) (tal.) (port.)
- Pro Evolution Soccer 2010 - detalji igre (IGN)  Arhivirana inačica izvorne stranice od 11. travnja 2009. (Wayback Machine)
- Pro Evolution Soccer 2010 - Recenzija igre na hrvatskom (HCL)